# Open City (journal)
Pour les articles homonymes, voir Open City.
Open City est un journal underground publié à Los Angeles entre le 6 mai 1967 et le mois d'avril 1969 par John Bryan, un journaliste américain considéré comme l'une des figures de la presse underground des années 1960. Entièrement financé par John Bryan, le journal, publié durant deux années consécutives, compte 99 numéros. Couvrant l'actualité musicale rock et la culture psychédélique d'une manière générale, il est célèbre pour les chroniques que le poète Charles Bukowski y écrivait chaque semaine, intitulées « Notes of a Dirty Old Man », traduites en français et regroupées sous la forme d'un recueil intitulé Journal d'un vieux dégueulasse.

## Le fondateur
John Charles Bryan, né le 12 novembre 1934 à Cleveland et décédé le 11 février 2007, est à l'origine un journaliste de presse ayant travaillé pour divers quotidiens américains tels que le San Diego Tribune, le Los Angeles Mirror, le Los Angeles Herald Examiner, le Houston Post, le Houston Chronicle ou le San Francisco Chronicle. Il quitte ce dernier en 1964 pour fonder Open City Press, un journal underground hebdomadaire à la carrière éphémère dont il publie quinze numéros entre le 18 novembre 1964 et le 23 mars 1965. Open City Press, précurseur local de futures publications plus importantes telles que le Berkeley Barb, couvrait principalement l'actualité du Free Speech Movement. Entièrement « fait maison », John Bryan en a assuré tant l'écriture, le maquettage que l'impression, allant jusqu'à acheter un meuble d'imprimerie et son ensemble de lettres en métal afin de réduire les coûts de production.

## Faillite
Après l'échec du tabloïd Open City Press, John Bryan se ré-installa en Californie du Sud. Après un travail quotidien pour Art Kunkin comme éditeur du Los Angeles Free Press, il lança Open City à Los Angeles le 5 mai 1967. C'est une revue hippie, vendue sur Sunset Strip par des hippies.Le mois de mars 1968, John Bryan est poursuivi pour « obscénités » pour avoir imprimé une image de femme nue comme une reprise d'une publicité pour Leon Russell. Six mois plus tard, en septembre 1968, il est poursuivi pour le même motif pour avoir publié un court récit, "Skinny Dynamite", de Jack Micheline, dans un supplément littéraire intitulé : « À propos des cabrioles sexuelles d'une mineure », et édité par  Charles Bukowski. Allen Ginsberg et Norman Mailer envoyèrent des lettres de soutien, en vain. Le cout de la défense de John Bryan ne lui permit pas de poursuivre l'aventure d 'Open City.
Open City à son apogée tirait à 35 000 exemplaires. Il a publié quelques-uns des textes en prose de Charles Bukowski dans sa chronique littéraire régulière : « Notes of a Dirty Old Man » ,(« Journal d'un vieux dégueulasse »). Une fois le journal coulé, Bukowski en publia une satire féroce dans l'Evergreen Review sous le titre « The Birth, Life and Death of an Underground Newspaper »   (« Naissance, vie et mort d'un journal underground »)

« Songes-y un instant : la liberté totale d'écrire tout ce qui te plaît. Tu t'asseois avec une bière et tu tapes à la machine un vendredi, un samedi ou un dimanche et dès le mercredi la chose circule partout en ville. [...] Les membres de l'équipe ne semblaient pas bien méchants. Étrangement calmes, éteints et bien nourris pour leur âge. Ils étaient assis en cercle et échangeaient des blagues pacifistes ou sur la marijuana. Tout le monde comprenait sauf moi. Un cochon à la présidence ... Putain, qu'est-ce que ça voulait dire ? Ça les excitait. Moi ça m'ennuyait. »

— Charles Bukowski

## Sources
- (en) Cet article est partiellement ou en totalité issu de l’article de Wikipédia en anglais intitulé « Open City (newspaper) » (voir la liste des auteurs).